# Фиески, Лука
Лука Фиески (итал. Luca Fieschi; ок. 1275, Генуя) — 31 января 1336, Авиньон) — генуэзский кардинал.

## Биография
Сын Никколо Теризио из гвельфского рода графов ди Лаванья, и Леоноры N.
Племянник Адриана V, внучатый племянник Иннокентия VI. По смерти брата Бранкалеоне унаследовал место каноника в Личфилде, уже будучи иподьяконом и папским капелланом. Через год стал каноником в Париже.
2 марта 1300 был возведен папой Бонифацием VIII в сан кардинала-дьякона, получив церкви Святых Косьмы и Дамиана и Сан-Марчелло, взятых у кардинала Джакомо Колонна, чем, возможно, объясняется преданность понтифику со стороны Луки, боявшегося мести семейства Колонна.
Сообщения хроник Орвьето и Пармы о том, что Фиески во главе жителей Ананьи 3 сентября 1303 освободил папу из епископского дворца, где Бонифаций три дня пробыл в плену у Шарры Колонна и Гийома де Ногаре, стали общим местом в историографии, но подвергаются сомнению современными историками.
При Бенедикте XI получил бенефиций в Англии, наследовав кузену Леонардо Фиески, и монастыри Марола и Кампаньола в епископстве Реджо-Эмилия.
Участвовал в конклаве в Перудже, был в числе партии Бонифачистов, но смерть ее лидера Маттео Россо заставила Луку принять сторону Климента V и отправиться в Лион на его интронизацию.
Вместе с кардиналом-легатом Арно де Фожьером и кардиналом-епископом Порту Никколо да Прато был направлен к Генриху Люксембургскому.
Присутствовал на коронации в Ахене 6 января 1309. В мае 1312 избранный император прибыл в Рим, но часть города, в том числе базилика Святого Петра, была занята войсками Роберта Анжуйского, а вокруг господствовали Колонна и гибеллины. Попытка пройти к базилике привела к резне, в результате которой коронацию пришлось проводить 29 июня в Латеране в присутствии Фьески, Фожьера и Прато.
После избрания Иоанна XXII первое время был в немилости, поскольку задержался в Италии,  где улаживал семейные дела, но к концу 1316 года отношения с понтификом наладились.
В мае 1317 направлен одним из легатов в Англию. В июне папские посланцы прибыли в Дувр, где были встречены Эдуардом II, посетили Лондон и в июле отправились в Шотландию. В сентябре были ограблены по дороге, недолго содержались в плену, а несколько человек из  свиты были убиты. Нападение было организовано недовольной знатью во главе с Томасом Ланкастерским, который таким образом выразил свой протест королю.
В Оксфордском университете легаты раздали ученые степени и пытались добиться примирения архиепископов Кентерберийского и Йоркского.
18 сентября 1318 посланники покинули Лондон, не достигнув основной цели, поскольку Роберт I Брюс отказался от примирения с Эдуардом и остался отлученным от церкви, а его королевство под интердиктом.
В 1319 году Лука одолжил генуэзской коммуне 9500 золотых флоринов, взяв в залог священный сосуд, реликвию из церкви Сан-Лоренцо, которую его наследники вернули в 1340 году, после возмещения ссуды.
Находился в дружественных отношениях с Робертом Анжуйским, поэтому вместе с Джованни Каэтани был назначен посредником в попытке примирения анжуйца с Хайме II Арагонским, готовившим завоевание Сардинии.
При обсуждении предложения Филиппа V провести новый крестовый поход высказался отрицательно, заявив, что экспедиция обречена на провал, и предложил передать собранные деньги папской курии, которая найдет, как ими распорядиться.
Умер в Авиньоне 31 января 1336, в день составления завещания. Был погребен во францисканской церкви в Авиньоне, затем останки были перевезены в Геную в кафедральный собор Сан-Лоренцо. Надгробие Луки Фиески ныне хранится в музее архидиоцеза. Сохранилась обширная документация о его хозяйственных делах, подробная опись имущества и библиотеки из сотни томов.

## Конклавы
Участвовал в четырех конклавах:
- Конклав 1303 года (избран Бенедикт XI)
- Конклав 1304—1305 годов (Климент V)
- Конклав 1314—1316 годов (Иоанн XXIII)
- Конклав 1334 года (Бенедикт V)